# Proshapalopus anomalus
Proshapalopus anomalus é uma espécie de aranha pertencente à família Theraphosidae (tarântulas).